# Virtual XI
'Virtual XI (1998) is, zoals de titel aangeeft, het elfde studioalbum van de Britse heavy-metalgroep Iron Maiden. Het album was voor zanger Blaze Bayley zijn tweede en tevens laatste album als zanger van de band.
De nummers The Clansman (gebaseerd op het verhaal van William Wallace) en Futureal zijn het enige materiaal van Virtual XI dat een setlist van Iron Maiden heeft gehaald nadat zanger Bruce Dickinson terugkeerde.

## Nummers
1. Futureal (Harris/Bayley)
2. The Angel and the Gambler (Harris)
3. Lightning Strikes Twice (Murray/Harris)
4. The Clansman (Harris)
5. When Two Worlds Collide (Harris/Bayley/Murray)
6. The Educated Fool (Harris)
7. Don't Look To The Eyes Of A Stranger (Harris)
8. Como Estais Amigo (Gers/Bayley)

## Bezetting
- Blaze Bayley - Zang
- Dave Murray - Gitaar
- Janick Gers - Gitaar
- Steve Harris - Bass
- Nicko McBrain - Drums

## Singles
- The Angel and the Gambler (9 maart 1998)
- Futureal (september 1998, maar na enkele weken reeds ingetrokken!)